# Arsace II de Parthie
Pour les articles homonymes, voir Arsace et Artaban.
Arsace II de Parthie, incorrectement appelé Artaban Ier dans l'historiographie ancienne, succède à son oncle Tiridate ou à son père Arsace Ier sur le trône de Parthie et règne de 217 ou de 211 à 190 av. J.-C.
Il doit faire face dans un premier temps à de sévères défaites face au souverain séleucide Antiochos III, mais il bat ce dernier au Mont Labus et réussit à négocier la paix et à sauver son trône, notamment grâce à une rébellion dans une province de l'Empire séleucide.
Son cousin Phriapetius, petit-fils de Tiridate Ier, lui succède.